# 米羅斯拉瓦鄉 (雅西縣)
47°09′N 27°31′E / 47.150°N 27.517°E
米羅斯拉瓦鄉（羅馬尼亞語：Comuna Miroslava, Iași），是羅馬尼亞的鄉份，位於該國東北部，由雅西縣負責管轄，面積83平方公里，海拔高度133米，2007年人口9,243，人口密度每平方公里112人。